# 1416
Năm 1416 là một năm trong lịch Julius.

## Sự kiện
- 27 tháng 1 - Cộng hoà Ragusa là quốc gia đầu tiên ở châu Âu cấm chế độ nô lệ.

### Không rõ thời điểm
- Mùa đông năm 1416, hội thề Lũng Nhai diễn ra ở Lũng Nhai với sự có mặt của Lê Lợi cùng 18 người khác.

## Sinh
- 27 tháng 3 – Antonio Squarcialupi, nhà soạn nhạc người Ý.